# Bismarck na smrtelné posteli
Bismarck na smrtelné posteli je mimo jiné název černobílé fotografie bývalého kancléře Otto von Bismarcka bezprostředně po jeho smrti, která iniciovala novinářský skandál v Německé říši. Bez ohledu na to existuje několik současných obrazů s názvem Bismarck na smrtelné posteli.

## Příběh

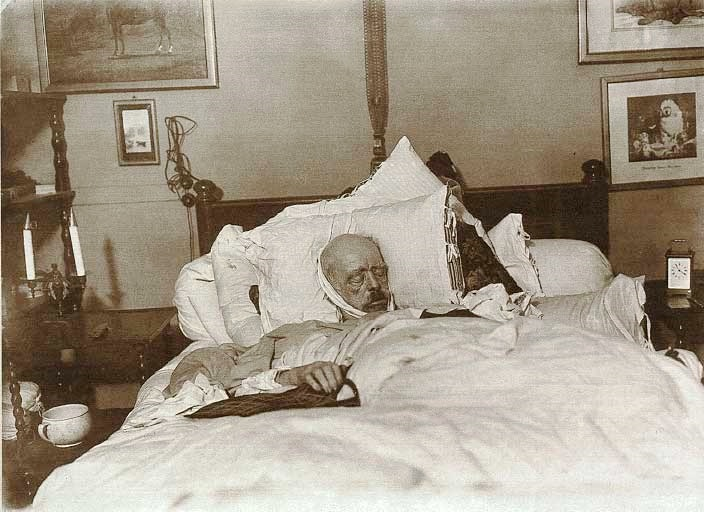
Bismarck na smrtelné posteli, 31. července 1898, Willy Wilcke a Max Priester

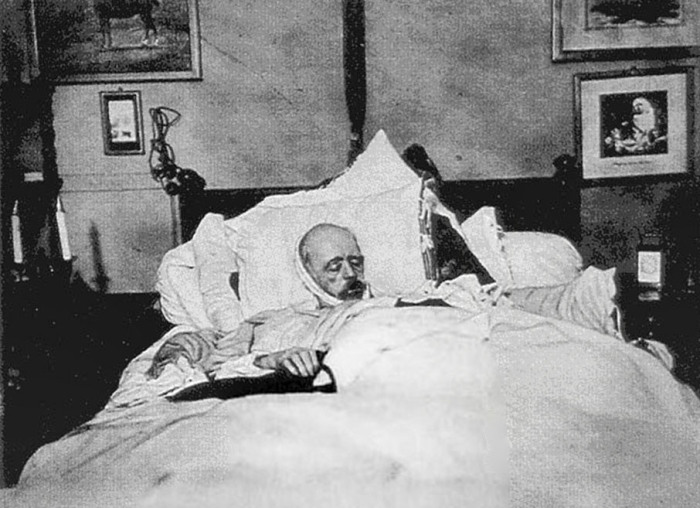
Retušovaná fotografie, odstranili z ní noční náčiní a upravili kostkovaný kapesník

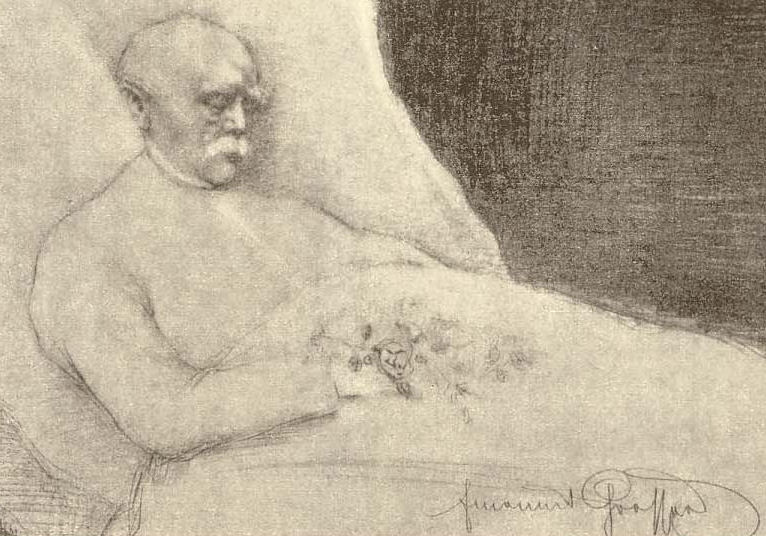
Zobrazení mrtvého od Emanuela Grossera ve stylu a vkusu doby

Dne 30. července 1898 kolem 23:00 Bismarck zemřel ve své posteli ve Friedrichsruhu. Jeho rodina, sousedé, služebnictvo a lékař Ernst Schweninger byli svědky této události. Nebyla vyrobena žádná posmrtná maska, ani nedošlo k veřejnému vystavení zemřelého. Příbuzní pouze pověřili spisovatele a fotografa Arthura Mennella, který bydlel v nedaleké hájovně, aby pořídil několik fotografií prince na smrtelné posteli, které měl zpřístupnit výhradně rodině Bismarcků.
Přesto se podařilo zhotovit fotografie i hamburským fotografům Willymu Wilckemu a Maxi Christianovi Priesterovi. Podplatili Bismarckova lesníka a starostu Louise Spörckeho, který je průběžně informoval o stavu umírajícího. Několik hodin po Bismarckově smrti, když Spörcke držel noční službu, získali nelegálně přístup do komnaty smrti. Přes okenní parapet se dostali do místnosti a pořídili fotografii zesnulého s hořčíkovým bleskem. Wilcke předtím upravil polštář tak, aby byla Bismarckova hlava lépe vidět. Hodiny na nočním stolku byly nastaveny na 20 minut po 11 (tj. 23:20) i když ve skutečnosti už byly 4 hodiny ráno.
Dne 2. srpna oba fotografové prostřednictvím inzerátů v berlínských novinách Tagesrundschau a Lokalanzeiger hledali kupce pro snímek, který předtím vyretušovali, odstranili z něj noční náčiní a kostkovaný kapesník. V pokoji Grand Hotel de Rome Unter den Linden představili obraz ke zhlédnutí a k prodeji. Zájemce nabídl 30 000 marek (při dnešní hodnotě asi 220.000 euro) plus 20 % podíl na zisku.

## Proces
Senzace kolem prodeje a reklama jejich kolegy Mennella byly pro dva paparazzi osudné. Dne 4. srpna byli zatčeni a fotografie zabavena. Spörcke byl odsouzen k osmi měsícům vězení, Wilke a Priester k pěti měsícům. Oba fotografové dva roky marně u soudu bojovali o navrácení fotografie.

## Uchovávání, používání a zveřejňování
Mennell se zase dostal do rozporů na veřejnosti a jako svědek u soudu, když vypovídal o tom, kolik fotografií sám pořídil. Berliner Tageblatt jej cituje 4. dubna. srpna 1898 s osmi fotografiemi, z nichž šest bylo úspěšných, přitom mluvil pouze o jedné fotografii. Výpovědi v současné době nelze ověřit, protože žádný z těchto snímků nebyl zveřejněn a místo jejich uložení je také nejisté. Je možné, že jedna z těchto fotografií by mohla být podkladem pro obraz Franze von Lenbacha, který byl v noci smrti také v hájovně. Sám Lenbach se mohl podívat na mrtvolu těsně před uložením do rakve. 
Zabavené negativy Wilckeho a Priestera prý byly desítky let uchovávány v trezoru Bismarckových. Obrázek byl poprvé publikován v Frankfurter Illustrierte v roce 1952. Negativy a kopie byly spáleny soudním vykonavatelem na příkaz právního zástupce prince von Bismarcka. To se tehdy psalo v hamburských novinách.

## Právně historický význam
Právo na vlastní obraz bylo v Německu právně zakotveno v roce 1907 v zákoně o autorském právu na umění (KuG) a podle § 22 tohoto zákona trvá až deset let po smrti. Soudní spor o Bismarckův obraz vyvolal diskusi o potřebě právní úpravy. Podle tehdy platného zákona mohli být fotografové odsouzeni pouze za porušování domovní svobody, takže právními subjekty byli majitelé a dědici zámku, nikoli sám Bismarck.
Právně-historický význam je výhradně historiografický. Je tedy mýtem, že fotografie je začátkem nového práva a že proces vyvolal diskusi o autorském zákonu na umění. Příběh přežívá dodnes a je zmíněn v některých komentářích a esejích,[jakých?] ale jen proto, že se obraz tak dobře hodí k vytváření mýtů. Ve skutečnosti se diskuse o nových právech na obrázky (fotografie) v celé Evropě datuje do 30. let 20. století století. Od 80. let 19. století existovala v Německu řada právních návrhů. Případ Bismarck nehrál v parlamentní debatě žádnou roli.

## Další obrazy
Kromě Lenbacha a Grossera existují další obrazy a kresby Bismarcka na smrtelné posteli, včetně pohlednic berlínských nakladatelů Paula Alberta a Maxe Marcuse, které byly vytištěny ještě v roce 1898, tedy v roce jeho smrti.